# Bill Pearl
William Arnold "Bill" Pearl, född 31 oktober 1930 i Prineville, Oregon, död 14 september 2022 i Phoenix i Jackson County, Oregon, var en amerikansk kroppsbyggare. 
Pearl utsågs till Mr. Universum 1953 i amatörklassen. En av medtävlarna var Sean Connery som trodde att Pearl var afroamerikan. I själva verket var han av indianhärkomst och var dessutom brunbränd med tanke på tävlingen. Den första Mr Universe-titeln han vann som proffs var 1956 i en specialklass för långa män. Han blev lakto-ovo-vegetarian 1969. Pearl var 177,5 cm lång, som var tillräckligt för att kvalificera honom i specialklassen för långa män 1956. Helhetstävlingen som proffs vann han 1961, 1967 och 1971.